# Giovanni Fantoni
Giovanni Fantoni, noto anche col nome arcadico di Labindo Arsinoetico (Fivizzano, 28 gennaio 1755 – Fivizzano, 1º novembre 1807), è stato un poeta italiano.

## Biografia
Terzo figlio maschio del conte Lodovico Antonio Fantoni e della marchesa Anna De Silva della Banditella, fratello del primogenito Luigi Fantoni, e quindi escluso dall'asse ereditario in ossequio alla legge del maggiorasco, fu avviato alla vita ecclesiastica e fatto educare nel monastero dei benedettini a Subiaco e, tre anni dopo, nel Collegio Nazareno degli Scolopi a Roma; ma il suo carattere insofferente alla disciplina e il suo spirito anticlericale non erano compatibili con la vita monastica. 
Nel 1772 Giovanni uscì dal collegio ed ottenne un incarico di apprendista presso la segreteria di Stato a Firenze non riuscendo però a conseguire risultati soddisfacenti. Il padre decise perciò di avviarlo alla carriera militare inviandolo prima tra i cadetti a Livorno e poi nel 1775 al seguito dello zio Andrea De Silva a Torino che lo iscrisse all’Accademia Reale e riuscì a fargli ottenere un incarico come luogotenente di fanteria. In questo stesso periodo il suo vecchio precettore lo informò dell’ammissione all’Accademia dell’Arcadia con il nome di Labindo Arsinoetico. Negli anni seguenti, tuttavia, l’indole del Fantoni si rivelò inadatta anche a questa carriera e, dopo aver dato le dimissioni, finì addirittura per rischiare l’arresto per debiti.  
Durante il 1779, nel suo peregrinare verso casa, si fermò a Genova e continuò a condurre una vita mondana contraendo nuovamente numerosi debiti e dedicandosi a numerose frequentazioni femminili, su tutte la marchesa Maria Doria Spinola. Di questo periodo genovese vi è persino una relazione sul poeta inviata da un anonimo al governo ligure: «questo è assai giovine e di maniere seducenti, onde è idolatrato dai giovani suoi contemporanei, e anche dalle dame le più forbite, con le quali usa carezze inusitate presso di noi e condannate dai virtuosi. Le sue massime sono perniciose, e contrarie alla buona morale. Queste quanto più si bevono facilmente, perché sono legate in versi leggiadri e lascivi, e quanto un soggetto mostra un genio e talenti straordinari per la poesia».
Alla fine, il padre Lodovico riuscì comunque a far rientrare il giovane nel borgo natale di Fivizzano. Negli anni seguenti i rapporti familiari rimasero estremamente tesi, tuttavia, ad allietare l’animo del poeta vi furono la passione e letteraria e, soprattutto, la rinnovata frequentazione di un suo vecchio amico d’infanzia, il marchese Carlo Emanuele Malaspina. Grazie a costui ebbe anche l’occasione di avvicinarsi al riformismo illuminista che il marchese, seguendo l’esempio del Granduca di Toscana Pietro Leopoldo, mise in atto nei suoi possedimenti di Fosdinovo. 
A turbare la già molto precaria ed esigua serenità familiare intervenne questa volta un drammatico episodio: a seguito di una relazione amorosa tra Giovanni e la domestica di casa Caterina Mancini nacque un figlio, ma costei, non avendo intenzione di tenerlo, gli tolse la vita. Il poeta stesso ricorda queste tragiche vicende nell’ode In morte d’un bastardo.   
Dal 1785 al 1788, su invito di Maria Carolina, si recò a Napoli. Questi anni si rivelarono estremamente stimolanti per il poeta che ebbe l’occasione di instaurare numerosi rapporti con alcuni tra i più importanti intellettuali del periodo come Alberto Fortis, Domenico Cirillo, Mario Pagano e Domenico Cotugno. Divenne inoltre membro della loggia massonica di Napoli “La Vittoria”. L’esperienza napoletana si rivelò determinante nell’indirizzare il Fantoni verso ideali politici e sociali progressisti, tradottisi successivamente in una piena e consapevole adesione al giacobinismo. Al termine del soggiorno campano decise di ritornare a casa.  
Gli anni tra il 1792 e il 1796 furono caratterizzati da due episodi significativi: lo scoppio della Rivoluzione francese con la conseguente progressiva adesione a ideali filo-giacobini e la morte del padre Lodovico. A inizio 1796 i moti rivoluzionari penetrano nella Penisola ed il poeta con l’intento di parteciparvi si recò in Emilia: partecipò ai moti di Reggio, di Bologna e Milano.  
Deluso dalla svolta autoritaria della Repubblica cisalpina del 1798, aderì alla "Società dei raggi" di Giuseppe Lahoz venendo tratto in arresto due volte. Nel 1800 partecipò alla difesa di Genova, ormai ultimo baluardo repubblicano, assediata dagli Austriaci e dagli Inglesi. Nello stesso anno venne nominato professore di eloquenza a Pisa ma l’incarico, tuttavia, gli venne revocato pochi mesi dopo a causa delle conseguenze del trattato di Lunesville, che ripristinò la monarchia in Toscana e avviò una nuova repressione antidemocratica. Il Fantoni si spostò allora a Massa, città oramai inglobata nella Repubblica Cisalpina, dove ricevette la nomina a segretario perpetuo dell’Accademia delle belle arti. Nel giro di pochi mesi, i nuovi rivolti politici e il peggioramento delle condizioni di salute, riportarono il poeta toscano a Fivizzano.  
Morì a Fivizzano nella stanza dove nacque al primo piano del palazzo di famiglia, il primo novembre 1807.
In una delle sue ultime lettere, il 30 maggio, aveva scritto: «Amo gli uomini [...] ne desidero il bene senza alcun fine; gli istruisco, senza scompiacerli con una rigidezza, da amico, e compatendoli, compiangendoli e soccorrendoli come posso, servendomi dell'esempio dei miei stessi difetti, per spogliarmi dei loro; non dandomi soprattutto aria alcuna di distinzione o di singolarità, cerco di meritare la loro confidenza. Ecco il mio segreto, ch'è sì poco conosciuto».

## La poesia di Fantoni

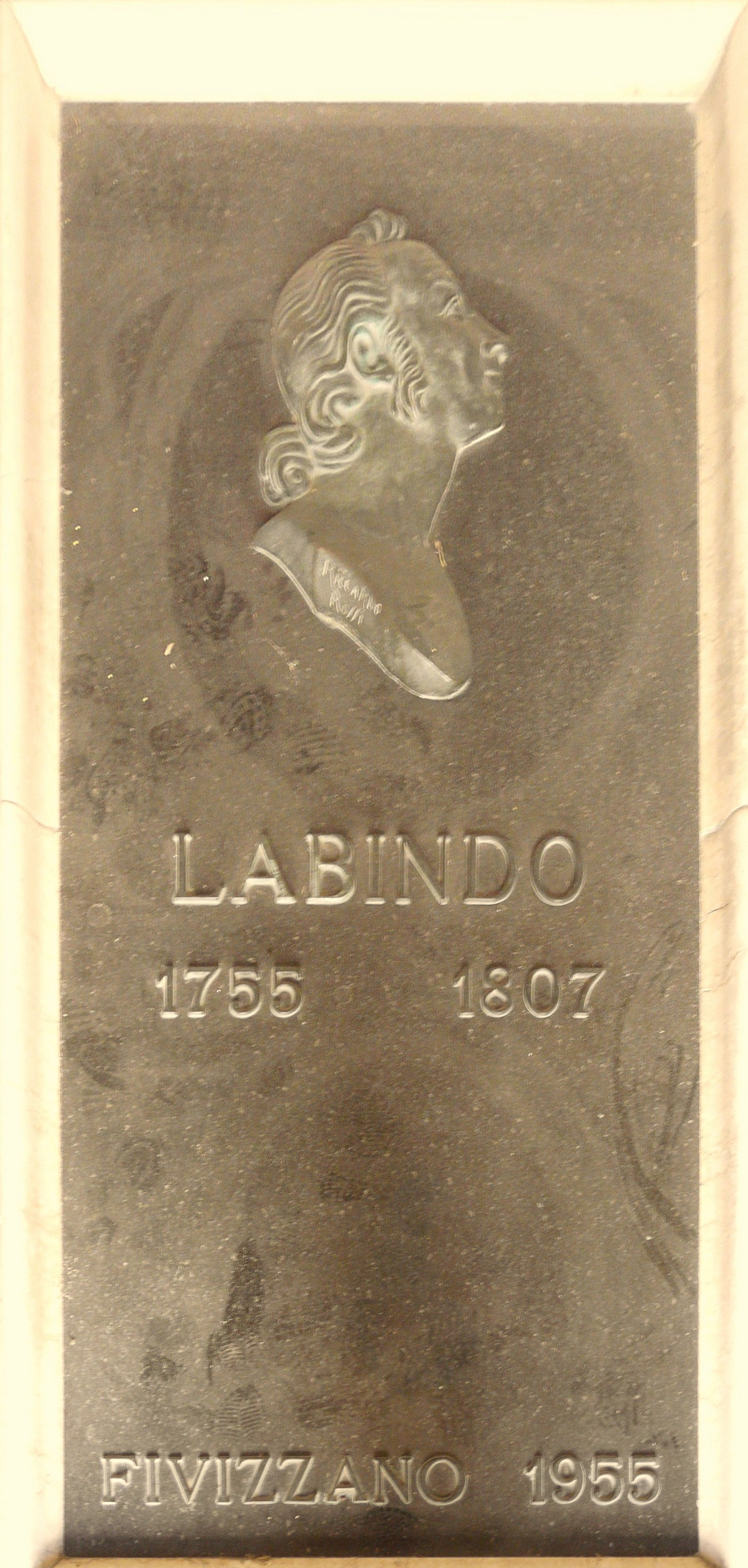
La tomba di Giovanni Fantoni all'interno dell'oratorio di San Carlo di Fivizzano.

«Il Fantoni, oltre all'ingegno vivace e l'animo alacre, e un'immaginazione di movimento lirico, aveva cultura varia e moderna. Di latino sapeva fino a comporre versi non da meno degli altri che si stampavano allora in Italia, ma scriveva francese alle signore, conosceva lo spagnuolo, e della letteratura tedesca pare avesse un'idea sua, più che del libro del Bertola in voga dopo l' '84. Era insomma un letterato alla moda, riproduceva in un italiano incipriato di gallicismo la galanteria delle prose francesi di società: deduceva nell'Arcadia nostra canora le cupaggini enfatiche dello Young, che pareano profondità di passione, e morbidezze di Gessner, che pareano naturalità di sentimento, un po' dietro le orme del Bertola, ma con versi più andanti e sonanti. Nelle Odi era oraziano [...] d'Orazio imitando sempre l'andamento e il fraseggiamento, il colorito e i metri. Odorava la rivoluzione; eppur tra una genuflessione e l'altra, abitudine di educazione, naturalissima nei contemporanei di Voltaire e di Diderot, a qualche sovrano, era già di massime e aspirazioni repubblicane».
Così Carducci su Fantoni, dal quale egli riprese, nei giovanili Levia Gravia e nei Giambi ed Epodi, tanto alcune forme metriche quanto i contenuti giacobini.
Fantoni unì il suo primario interesse per la ricerca poetica formale ai contenuti che, nell'irrequieto mondo letterario del secondo Settecento, successivamente si tramandavano o si imponevano, dalla tradizionale espressione arcadica all'idillio d'impronta gessneriana fino alle manifestazioni dei preromantici notturni younghiani.
Egli ha più interessi di eloquenza e di ricerca formale, come esprime nella prefazione all'edizione genovese delle sue poesie: «L'Autore mostrerà sinceramente al pubblico qual metodo ha tenuto in tentare questo genere di lirica, quali errori ha commessi, come ha procurato correggersene, quanto potrebbe ancora questo perfezionarsi, quali nuove strade restano da calcolarsi »ai lirici italiani onde rendere questo genere di poesia perfetto, degno di servire la pubblica istruzione e capace di formare il popolo».
Vi è dunque, in Fantoni, la volontà di assumere le nuove poetiche per elaborarle in forme letterarie piuttosto che di farle intimamente proprie.

## L'impegno politico
Il periodo forse più significativo dell’esperienza politica di Giovanni Fantoni è rappresentato dal Triennio repubblicano quando, tra il 1796 e il 1799, l’occupazione francese della Penisola portò alla formazione delle Repubbliche sorelle. Questi nuovi stati divennero il principale punto di riferimento dell’azione dei patrioti italiani, tanto che molti di loro si recarono nei territori occupati per partecipare al fermento e alla vita politica delle regioni; tra questi vi fu anche il Fantoni. A testimonianza di ciò vi sono svariati avvenimenti ai quali il poeta toscano prese parte: i moti rivoluzionari, l’assedio di Montechiarugolo, il secondo Congresso della Confederazione cispadana, la difesa di Genova.  
Il coinvolgimento del Labindo non si limitò però soltanto alla partecipazione diretta a queste vicende; parallelamente, infatti, svolse anche alcune attività che forse più di tutto restituiscono un’immagine chiara del suo impegno e della sua visione politica.   
Durante i moti di Reggio, si rese protagonista di azioni propagandistiche per persuadere i cittadini ad istituire un governo democratico e un percorso di istruzione pubblica accessibile a tutti. L’importanza attribuita all’educazione si ritrova anche nel suo tentativo di avvicinare i giovani ai valori repubblicani quando, a Modena, il 21 maggio del 1797, li invitò a costituire un simbolico Reggimento della Speranza incaricato di difendere la repubblica da qualsiasi tentativo reazionario.     
Molto forte fu anche l’impegno del Fantoni in alcuni circoli intellettuali e società segrete ispirate al giacobinismo come il Circolo costituzionale milanese e la Società dei Raggi. Fantoni aderì anche al culto deista della teofilantropia, tentando la fondazione di un gruppo religioso di questo tipo a Milano a cui partecipò anche Carlo Lauberg.
Attraverso questi canali egli poté partecipare alla discussione politica e al governo dei nuovi stati repubblicani, talvolta praticando anche attività cospiratorie sovversive verso lo stesso governo francese. I due arresti subiti dal poeta toscano furono proprio causati dal dissenso verso il governo transalpino: il primo in seguito alle proteste per la stesura di una costituzione più conservatrice imposta dal governo francese alla repubblica Cisalpina, il secondo per l’opposizione all’annessione del Regno di Sardegna alla Francia.         
Il pensiero politico del Fantoni è ben sintetizzato da un documento riscoperto dallo storico Giovanni Sforza, uno scritto composto dal Fantoni in occasione del concorso Quale dei governi liberi meglio convenga alla felicità d’Italia, bandito dall’Amministrazione generale della Lombardia il 27 settembre del 1796 venne. Esso restituisce un’immagine estremamente nitida della sua visione politica in molti ambiti differenti: dalle opinioni sui diritti dell’uomo e del cittadino, al sostegno di una democrazia assoluta quale forma di governo migliore, finanche all’organizzazione territoriale che la Francia avrebbe dovuto perseguire nella Penisola.

## Opere
- Odi di Labindo, Massa, 1782
- Scherzi di Labindo, Massa, 1784
- Poesie varie e Prose di Labindo, Massa, 1785
- Poesie Varie di Labindo, nuova edizione corretta e accresciuta, Livorno, 1792
- All'essere supremo, inno: parafrasi di un inno francese, s.l., 1796
- Odi di Giovanni Fantoni cognominato Labindo, Genova, 1799
- Poesie, Genova, 1800
- Poesie, edizione accresciuta di un terzo libro di Odi e di altre composizioni, Milano, 1809
- Poesie, edizione completa a cura del nipote Agostino Fantoni e di Agostino Bartoli, Firenze, 1823
- Poesie scelte, Torino, 1883
- Le Odi, Torino, 1887
- Poesie, Bari, 1913